# Талос (ученик Дедала)
Та́лос (иногда Тал; др.-греч. Τάλως) — в древнегреческой мифологии сын сестры Дедала Поликасты (племянник) и его ученик. У Софокла носит имя Пердик (Πέρδιξ «куропатка»). Также его называют Калос или Калаон.
Мифы утверждают, что он был исключительно талантлив. По рассказу Овидия, когда ему было 12 лет, он взял за образец спинной хребет рыбы и изобрёл пилу и циркуль. Либо, найдя челюсть змеи, распилил ею дерево. По некоторым мифам, именно он изобрёл также гончарный круг и токарный станок.
Когда Дедал увидел, что Талос мастерит пилу, то понял, что ученик превзойдёт его самого. Считают, что именно этот страх стал причиной преступления: Дедал сбросил Талоса с Афинского акрополя и бежал из Афин, опасаясь осуждения Ареопагом; Талос же в падении был превращён Афиной Палладой в куропатку. По другой версии мифа, Дедал сбросил его с конька крыши. Его могила близ Акрополя.
Сам же Дедал оправдывался впоследствии тем, что Талос якобы вступил в кровосмесительную связь с собственной матерью, сестрой Дедала.